# Eupithecia collega
Eupithecia collega är en fjärilsart som beskrevs av Karl Dietze 1908. Eupithecia collega ingår i släktet Eupithecia och familjen mätare. Inga underarter finns listade i Catalogue of Life.